# Pihlakare
Pihlakare est une île d'Estonie.